# Orchomene pectinatus
Orchomene pectinatus is een vlokreeftensoort uit de familie van de Lysianassidae. De wetenschappelijke naam van de soort is voor het eerst geldig gepubliceerd in 1882 door Sars.